# Пухов, Илья Николаевич
Илья Николаевич Пухов (бел. Ілья Мікалаевіч Пухаў; род. 12 мая 1992, Копыль, Минская область) — белорусский футболист, нападающий.

## Карьера

### «Шахтёр» (Солигорск)
Воспитанник солигорского «Шахтёра». В 2011 году стал привлекаться к играм с основной командой. Дебютировал за клуб 15 августа 2011 года в матче против минского «Динамо», выйдя на за замену на 87 минуте матча. Сыграл за клуб всего 3 матча. Сам же футболист в подростковом возрасте считался подававшим большие надежды. В 2012 году готовился с основной командой клуба. Однако как только начался сезон, футболист не привлекался к играм с основной командой. За дублирующий состав солигорского клуба провёл 27 матчей, в которых отличился 9 забитыми голами. По окончании сезона покинул клуб.

### «Городея»
В январе 2013 года отправился на просмотр в «Городею». В феврале 2013 года подписал контракт с клубом. Дебютировал за клуб 20 апреля 2013 года в матче против «Сморгони». Дебютным голом отличился 4 мая 2013 года в матче против клуба «Минск-2». В следующем матче 11 мая 2013 года против «Слонима» отличился дублем. Затем в матче 24 мая 2013 года против «Смолевичей» отличился 4 забитыми голами. Закрепился в основной команде клуба. Вместе с клубом стал серебряным призёром Первой Лиги. Однако в стыковых матчах за повышение в классе против могилёвского «Днепра» потерпели поражение. По окончании сезона получил награду зрительских симпатий в клубе. В январе 2014 года покинул клуб. В феврале 2014 года объявил об завершении карьеры. Вскоре сообщил, что причиной завершения карьеры стало то, что футболисту в белорусском футболе делать нечего, а уехать куда-то возможности нет.

### «Крумкачи»
В июле 2014 возобновил карьеру футболиста, присоединившись к «Крумкачам». Вместе с клубом выступал во «Второй лиге», в которой занял 2 место. В апреле 2015 года подписал контракт с клубом, рассчитанный до конца сезона. Первый матч за клуб сыграл 19 апреля 2015 года в матче против «Городеи». Первый гол забил 13 июня 2015 года в матче против клуба «Речица-2014». Стал бронзовым призёром Первой Лиги. В марте 2016 года игроку было сообщено, что футболист не подходит команде и в итоге он её покинул.

### Любительская карьера
В 2017 снова вернулся в футбол, выступая за клуб «Любань» во Второй Лиге. В 2019 году стал играющим тренером копыльского клуба «Строитель», а в 2021 году вместе с клубом выступал также во Второй Лиге, проведя за клуб 6 матчей.

## Международная карьера
В 2010 году выступал в юношеской сборной Беларуси до 19 лет.